# Mavzolej šaha Rukn-e-Alama
Grobnica Šaha Rukn-e-Alama (pandžabsko, urdujsko مقبرہ شاہ رکن عالم‎) stoji v Multanu, Pandžab, Pakistan, je mavzolej sufijskega svetnika Šaha Rukn-e-Alama iz 14. stoletja. Svetišče velja za najzgodnejši primer arhitekture Tuglukov in je eno najbolj impresivnih svetišč na Indijski podcelini. Svetišče privabi več kot 100.000 romarjev na letni festival Urs, ki obeležuje njegovo smrt.

## Lokacija
Grobnica stoji v starodavnem mestu Multan v osrednjem Pakistanu. Grobnica je na severozahodnem robu trdnjave Multan.

## Zgodovina
Grobnico je med letoma 1320 in 1324 zgradil Ghijath al-Din Tugluk v predmogulskem arhitekturnem slogu.ref name=unesco>»Tomb of Shah Rukn-e-Alam«. UNESCO website. Pridobljeno 22. marca 2021.</ref> Grobnica velja za najzgodnejši primer arhitekture Tuglukov in je pred spomeniki Tuglukov v Delhiju.
Grobnica je bila zgrajena, ko je Ghijath al-Din služil kot guverner Dipalpurja in naj bi verjetno služila kot grobnica njemu samemu, preden je postal cesar Delhijskega sultanata. Rukn-e-Alam je bil sprva pokopan v svetišču Bahaudina Zakarije, vendar je sedanjo grobnico podaril Mohamed bin Tugluk potomcem Rukn-e-Alama, ki so njegove posmrtne ostanke pokopali v svetišče leta 1330.

## Postavitev
Zasnova svetišča je značilna za grobnice Suhravadi, s tremi vhodi, mihrabom, obrnjenim proti zahodu in originalnim glavnim vhodom na južni osi, ki je vseboval majhno vežo. Glavni vhod je bil od takrat premaknjen proti vzhodu, da bi osi svetišča poravnali z Meko, v skladu s pravovernimi interpretacijami islama.

## Arhitektura
Svetišče predstavlja vrhunec pogrebne arhitekture Multani, ki se je začela s svetiščem Khalida Valida v bližini Kabirvale.

### Mavzolej
Mavzolej je tristopenjski objekt. Čeprav je drugi osmerokotni nivo tipičen za Multan, se prvi nivo v obliki osmerokotnika razlikuje od bližnjega svetišča Bahaudina Zakarije in drugih zgodnejših svetišč, ki slonijo na kvadratni podlagi.
Prva stopnja ima premer 15 metrov, stene pa so debele 4 čevlje. Prva stopnja ima lesene pasove, ki ustvarjajo vizualni prelom v zunanjem opečnem zidu. Osmerokotni prvi nivo je podprt z majhnimi stolpi v obliki minaretov v vsakem od njegovih 8 vogalov, ki zagotavljajo podporo strukturi in se ožijo, ko se dvignejo in presežejo višino prvega nivoja.
Drugi osmerokotnik sloni na prvem nivoju, ki ima majhne kupole v vsakem od osmih vogalov stavbe. Tretji nivo leži nad drugim in ga tvori kupola s premerom 15 metrov. Celotna zgradba je visoka 35 metrov, s poševnimi stenami. Kupolo pokriva struktura, podobna amalaki, ki jo najdemo v hindujskih templjih.

### Dekorativni elementi
Mavzolej je v celoti zgrajen iz rdeče opeke, obdan s tramovi iz šišamovega lesa, ki so skozi stoletja počrneli. Zunanjost je bogato okrašena z izrezljanimi lesenimi ploščami, izrezljano opeko, vrvicami in obzidjem. Oporniki, stolpiči in grebeni na vrhu svetišča odražajo vpliv vojaške arhitekture Tugluk na celo nevojaške zgradbe.
Zunanjost je dodatno okrašena s ploščicami v regionalnem slogu s cvetličnimi, arabesknimi in geometrijskimi motivi s temno modrimi, azurnimi in belimi ploščicami - vse to je v kontrastu s temno rdečimi fino poliranimi opekami. Bela kupola je okrašena z modrimi ploščicami vzdolž spodnjega oboda.

### Notranjost
Ogromna notranjost svetišča nima nobenih notranjih opornikov niti nobenih notranjih konstrukcijskih elementov, ki bi podpirali notranji prostor, kar ima za posledico ogromen notranji prostor. Notranjost je bila sprva okrašena z dovršenimi ploščicami, ki so bile pozneje prekrite z ometom, čeprav je velika notranjost mavzoleja zdaj večinoma prazna. Niše v pritličju služijo dodatni povečavi notranjega prostora.
Izrezljan leseni mihrab velja za enega najzgodnejših primerov tega žanra. Sarkofag Rukn-e-Alama je nekoliko izven sredine in je obdan z grobovi 72 njegovih sorodnikov, ki namigujejo na 72 umrlih spremljevalcev vnuka preroka Mohameda, imama Huseina, v bitki pri Karbali leta 680 n. št.

## Ohranjanje
V 1970-ih je mavzolej temeljito popravil in obnovil oddelek Auqaf. Celotna bleščeča postekljena notranjost je rezultat novih ploščic in zidakov, ki so jih naredili Kašigarji ali izdelovalci ploščic iz Multana.
Grobnica je na poskusnem seznamu Unescove svetovne dediščine.

## Galerija
- Detajl klesane opeke svetišča
- Svetišče ponoči
- Grobnica 1865
- Spodnja stran kupole svetišča
- Privrženci v svetišču
- Zunanji pogled na svetišče
- Zunanjost svetišča je okrašena z različnimi okrasnimi elementi
- Pogled na svetišče z dvorišča